# Fußball-Verbandsliga Westfalen 1963/64
Die Saison 1963/64 war die achte Spielzeit der drittklassigen Verbandsliga Westfalen. Meister wurde Eintracht Gelsenkirchen, die in der folgenden Aufstiegsrunde den Sprung in die Regionalliga schafften. Aus der Gruppe 1 stiegen die SpVgg Fichte Bielefeld, Union Herford, SuS Lage und die SpVg Marl, aus der Gruppe 2 der BV Brambauer, der TuS Iserlohn und der SV Sodingen ab. Aus der Regionalliga stiegen die SpVgg Herten, der Lüner SV und die Sportfreunde Siegen ab. Aus den Landesligen stiegen Arminia Bockum-Hövel, der SV Brackwede, die SG Castrop-Rauxel, der VfL Klafeld-Geisweid 08 und die Amateure des FC Schalke 04 auf.

## Legende
| (A) | Absteiger aus der II. Division 1962/63                           |
| (N) | Aufsteiger aus der Landesliga Westfalen in der Vorsaison 1962/63 |

## Tabellen

### Gruppe 1
| Pl.               | Verein                      | Sp. | S  | U  | N  | Tore    | Quote | Punkte |
| ----------------- | --------------------------- | --- | -- | -- | -- | ------- | ----- | ------ |
| 1.                | Eintracht Gelsenkirchen (A) | 32  | 17 | 9  | 6  | 069:420 | 1,64  | 43:21  |
| 2.                | VfB 03 Bielefeld            | 32  | 17 | 7  | 8  | 065:420 | 1,55  | 41:23  |
| 3.                | BV Selm                     | 32  | 16 | 6  | 10 | 052:390 | 1,33  | 38:26  |
| 4.                | TBV Lemgo                   | 32  | 14 | 9  | 9  | 059:500 | 1,18  | 37:27  |
| 5.                | BVH Dorsten (N)             | 32  | 13 | 10 | 9  | 054:410 | 1,32  | 36:28  |
| 6.                | SpVg Beckum                 | 32  | 14 | 8  | 10 | 058:500 | 1,16  | 36:28  |
| 7.                | Herringer SV (N)            | 32  | 9  | 14 | 9  | 060:600 | 1,00  | 32:32  |
| 8.                | Ibbenbürener Spvg           | 32  | 11 | 10 | 11 | 041:450 | 0,91  | 32:32  |
| 9.                | Hammer SpVg                 | 32  | 13 | 5  | 14 | 052:410 | 1,27  | 31:33  |
| 10.               | Germania Datteln            | 32  | 11 | 9  | 12 | 067:580 | 1,16  | 31:33  |
| 11.               | Sportfreunde Gladbeck (A)   | 32  | 12 | 7  | 13 | 060:590 | 1,02  | 31:33  |
| 12.               | Erler SV 08                 | 32  | 11 | 9  | 12 | 044:510 | 0,86  | 31:33  |
| 13.               | SpVgg Erkenschwick          | 32  | 12 | 7  | 13 | 041:480 | 0,85  | 31:33  |
| 14.               | SpVgg Fichte Bielefeld      | 32  | 10 | 11 | 11 | 039:490 | 0,80  | 31:33  |
| 15.               | SpVg Marl                   | 32  | 10 | 7  | 15 | 057:690 | 0,83  | 27:37  |
| 16.               | Union Herford               | 32  | 7  | 10 | 15 | 033:500 | 0,66  | 24:40  |
| 17.               | SuS Lage                    | 32  | 3  | 6  | 23 | 030:880 | 0,34  | 12:52  |
| Stand: Saisonende |                             |     |    |    |    |         |       |        |

#### Entscheidungsspiele um Platz neun
Zur Ermittlung des Teilnehmers am Entscheidungsspiel gegen den Abstieg mussten sechs punktgleiche Mannschaften eine Entscheidungsrunde absolvieren, bei der jede Mannschaft jeweils zwei Heim- und zwei Auswärtsspiele bestreiten musste. Die Partien des dritten Spieltags wurden auf neutralen Plätzen ausgetragen: Gladbeck spielte in Herringen gegen Bielefeld, Hamm in Lünen gegen Erle und Erkenschwick in Recklinghausen gegen Datteln. Der letzte dieser Runde musste ein Entscheidungsspiel gegen den 13. der Gruppe 2 austragen. Die Entscheidung fiel am letzten Spieltag im Spiel Bielefeld gegen Erle. Die Bielefelder brauchten einen Sieg während Erle ein Unentschieden reichte. Das Spiel endete torlos.
| Pl.               | Verein                 | Sp. | S | U | N | Tore    | Quote | Punkte |
| ----------------- | ---------------------- | --- | - | - | - | ------- | ----- | ------ |
| 1.                | SpVgg Erkenschwick     | 5   | 4 | 0 | 1 | 010:700 | 1,43  | 08:20  |
| 2.                | Hammer SpVg            | 5   | 1 | 4 | 0 | 010:600 | 1,67  | 06:40  |
| 3.                | Germania Datteln       | 5   | 2 | 1 | 2 | 012:120 | 1,00  | 05:50  |
| 4.                | Erler SV 08            | 5   | 1 | 2 | 2 | 005:400 | 1,25  | 04:60  |
| 5.                | Sportfreunde Gladbeck  | 5   | 1 | 2 | 2 | 007:130 | 0,54  | 04:60  |
| 6.                | SpVgg Fichte Bielefeld | 5   | 0 | 3 | 2 | 003:500 | 0,60  | 03:70  |
| Stand: Saisonende |                        |     |   |   |   |         |       |        |

### Gruppe 2
| Pl.               | Verein                | Sp. | S  | U  | N  | Tore    | Quote | Punkte |
| ----------------- | --------------------- | --- | -- | -- | -- | ------- | ----- | ------ |
| 1.                | Dortmunder SC 95 (A)  | 30  | 19 | 5  | 6  | 051:300 | 1,70  | 43:17  |
| 2.                | VfL Bochum (A)        | 30  | 15 | 8  | 7  | 060:320 | 1,88  | 38:22  |
| 3.                | TuS Eving-Lindenhorst | 30  | 13 | 10 | 7  | 043:350 | 1,23  | 36:24  |
| 4.                | SC Dahlhausen         | 30  | 14 | 8  | 8  | 053:460 | 1,15  | 36:24  |
| 5.                | Hombrucher FV 09      | 30  | 14 | 4  | 12 | 049:450 | 1,09  | 32:28  |
| 6.                | SSV Hagen             | 30  | 14 | 3  | 13 | 060:450 | 1,33  | 31:29  |
| 7.                | Hasper SV             | 30  | 11 | 9  | 10 | 052:430 | 1,21  | 31:29  |
| 8.                | TB Eickel             | 30  | 11 | 9  | 10 | 051:470 | 1,09  | 31:29  |
| 9.                | VfL Hörde (N)         | 30  | 13 | 3  | 14 | 064:600 | 1,07  | 29:31  |
| 10.               | RSV Meinerzhagen (N)  | 30  | 10 | 9  | 11 | 051:520 | 0,98  | 29:31  |
| 11.               | VfL Schwerte          | 30  | 9  | 10 | 11 | 044:540 | 0,81  | 28:32  |
| 12.               | SG Wattenscheid 09    | 30  | 8  | 11 | 11 | 035:430 | 0,81  | 27:33  |
| 13.               | Arminia Ickern        | 30  | 10 | 7  | 13 | 050:630 | 0,79  | 27:33  |
| 14.               | BV Brambauer          | 30  | 9  | 6  | 15 | 045:560 | 0,80  | 24:36  |
| 15.               | SV Sodingen (A)       | 30  | 8  | 5  | 17 | 037:650 | 0,57  | 21:39  |
| 16.               | TuS Iserlohn          | 30  | 5  | 7  | 18 | 033:620 | 0,53  | 17:43  |
| Stand: Saisonende |                       |     |    |    |    |         |       |        |

#### Entscheidungsspiele um Platz zwölf
Die punktgleichen Mannschaften aus Ickern und Wattenscheid mussten ein Entscheidungsspiel austragen. Das Spiel fand am 13. Juni 1964 vor 500 Zuschauern in Dortmund-Hombruch statt. Ickern gewann das Spiel und sicherte damit den Klassenerhalt, während Wattenscheid noch ein Entscheidungsspiel gegen den Abstieg austragen musste.
|                    | Ergebnis |                |
| ------------------ | -------- | -------------- |
| SG Wattenscheid 09 | 0:2      | Arminia Ickern |

## Westfalenmeisterschaft
Die beiden Gruppensieger ermittelten in Hin- und Rückspiel den Westfalenmeister. Die Spiele fanden am 10. und 16. Mai 1964 vor jeweils 4.000 Zuschauern statt. 
|                                               | Gesamt |                                        | Hinspiel  | Rückspiel |
| --------------------------------------------- | ------ | -------------------------------------- | --------- | --------- |
| Eintracht Gelsenkirchen Meister der Staffel 1 | 3:3    | Dortmunder SC 95 Meister der Staffel 2 | 2:2 (1:0) | 1:1 (0:1) |

Da beide Mannschaften punkt- und torgleich waren und die Auswärtstorregel noch nicht galt wurde am 18. Mai 1964 im neutralen Castrop-Rauxel ein Entscheidungsspiel angesetzt. Eintracht Gelsenkirchen gewann vor 4.000 Zuschauern mit 2:0 und qualifizierte sich für die Aufstiegsrunde zur Regionalliga West.
|                         | Ergebnis  |                  |
| ----------------------- | --------- | ---------------- |
| Eintracht Gelsenkirchen | 2:0 (1:0) | Dortmunder SC 95 |

## Entscheidungsspiel gegen den Abstieg
Der 14. der Staffel 1 und der 13. der Staffel 2 mussten in einem zusätzlichen Entscheidungsspiel einen weiteren Absteiger ausspielen. Das Spiel fand am 28. Juni 1964 vor 500 Zuschauern in Bockum-Hövel statt.
|                                          | Ergebnis  |                                      |
| ---------------------------------------- | --------- | ------------------------------------ |
| SpVgg Fichte Bielefeld 14. der Staffel 1 | 1:3 (1:3) | SG Wattenscheid 09 13. der Staffel 2 |